# Dimitrie Macedonski
Dimitrie Macedonski (n. 1780 sau 1782 – d. 10 ianuarie 1843, București) a fost bunicul pe linie paternă al poetului Alexandru Macedonski, căpitan pandur din Țara Românească și lider revoluționar.

## Biografie
Dimitrie Macedonski și fratele său Pavel care participaseră, mai înainte, la răscoala antiotomană a sârbului Karagheorghevici, înăbușită în sânge, se încadrează în regimentul de cazaci valahi reînființat la cererea rușilor de către Constantin Ipsilanti, domnitorul Țării Românești (1806-1807) și, la luptele de la Obilești-Ilfov (2 iulie 1807), Dimitrie este rănit. Cei doi frați Macedonski ajunseseră la gradul de locotenent/porucic, fiind sloboziți de generalul Bagration din serviciu (23 martie 1809), „spre a-și căuta slujbă ostășească sau politicească“. Cunoșteau, deopotrivă, limbile rusă, română, greacă, sârbă și turcă, devenind translatori pe lângă Divanul Principatului Valahiei, dar și în alte funcțiuni administrative — furnizori militari, control economic, strângerea/înrolarea de ostași/panduri/merceliari în armata rusă, iar la retragerea armatei ruse din țările române (1806—1812) rămân pe loc obținând certificate de indigenare/naturalizare/ împământenire.
Dimitrie și Pavel Macedonski participă la mișcarea lui Tudor Vladimirescu, de care erau apropiați prin vechi afaceri și camaraderie militară din războiul 1806-1812, dar și cu Iordache Olimpiotul, șeful Eteriei. Dimitrie Macedonski era prieten cu Hagi Prodan - căpitan de arnăuți. De altfel, frații Macedonski erau bogați, după cum declară: s-au ocupat „la moșii, cu agricultura, creșterea vitelor, creșterea viței de vie și cu negoțul, până la răscoala populară din 1821, ianuarie 17“. I se impută, totuși, lui Dimitrie Macedonski (fără dovezi concrete) predarea/ trădarea Vladimirescului în mâinile eteriștilor. Urmăriți de turci, Dimitrie Macedonski și Hagi Prodan, cu arnăuții, împreună cu eteriștii lui Alexandru Ipsilanti, sunt înfrânți la Drăgășani (7 iunie 1821). Retrași la Tismana, căzuți în mâinile pandurilor, salvați de Pavel Macedonski, trec în Transilvania (10 august 1821), și, prin Brașov, lipsiți de viza de azil a austriecilor, frații Macedonski ajung cu pașaport fals la Hotin, în Basarabia (14 septembrie 1821),unde rușii, considerându-i periculoși, i-au pus la gros (21 noiembrie 1822 - 21 martie 1823). Sărăciți, dar cu proces câștigat contra văduvei insolvabile a lui Iordache Olimpiotul, pentru datorie, la Tribunalul Civil din Chișinău, se reîntorc în București la finele războiului ruso-turc, în 1830. Frații Macedonski reintră în slujba statului ca tălmaci/târzimani. Lui Dimitrie Macedonski i se vând prin mezat/licitație două vii (Scăieni și Țintea, județul Prahova, 3 august 1832). Ca epitrop al Bisericii Staicului, porucicul Dimitrie Macedonski are diverse deferenduri cu diverși meșteșugari, cârciumari, alte categorii sociale, inclusiv cu cumnatul său, Crețescu (12 august 1835), pentru furtișag, neexecutări de lucrări contractate, împrumuturi de bani și altfel de daraveli/pricini. Porucicul Pavel Macedonski se implică și el în procese civile. Cei doi frați sunt, pentru merite în slujbele lor de tălmaci, ridicați la rangul de serdari și consemnați ca atare în Arhondologia nouă a Țării Românești (30 august 1838).
În mai 1840 serdarul Dimitrie Macedonski, alături de Nicolae Bălcescu, Eftimie Murgu, Marin Serghiescu, C. Telegescu, Jean A. Vaillant ș.a., participă la constituirea unei Societăți Secrete condusă de Dimitrie Filipescu, cel care era procuror al Țării Românești. În octombrie membrii Societății Secrete, care își propuseseră să realizeze independența Țării Românești și lichidarea regimului feudal, au fost arestați (în urma unui denunț), judecați și condamnați la 8-10 ani de ocnă, printre care și Dimitrie Macedonski (24 octombrie).
La 9 aprilie 1841 serdarul Dimitrie Macedonski este condamnat la opt ani închisoare, depus la Mănăstirea Snagov, unde cade bolnav de dropică/hidropizie.
În anul 1843, 10 ianuarie este transferat la Mănăstirea Plumbuita de lângă București, pentru îngrijiri medicale, dar decedează.